# Alie te Riet

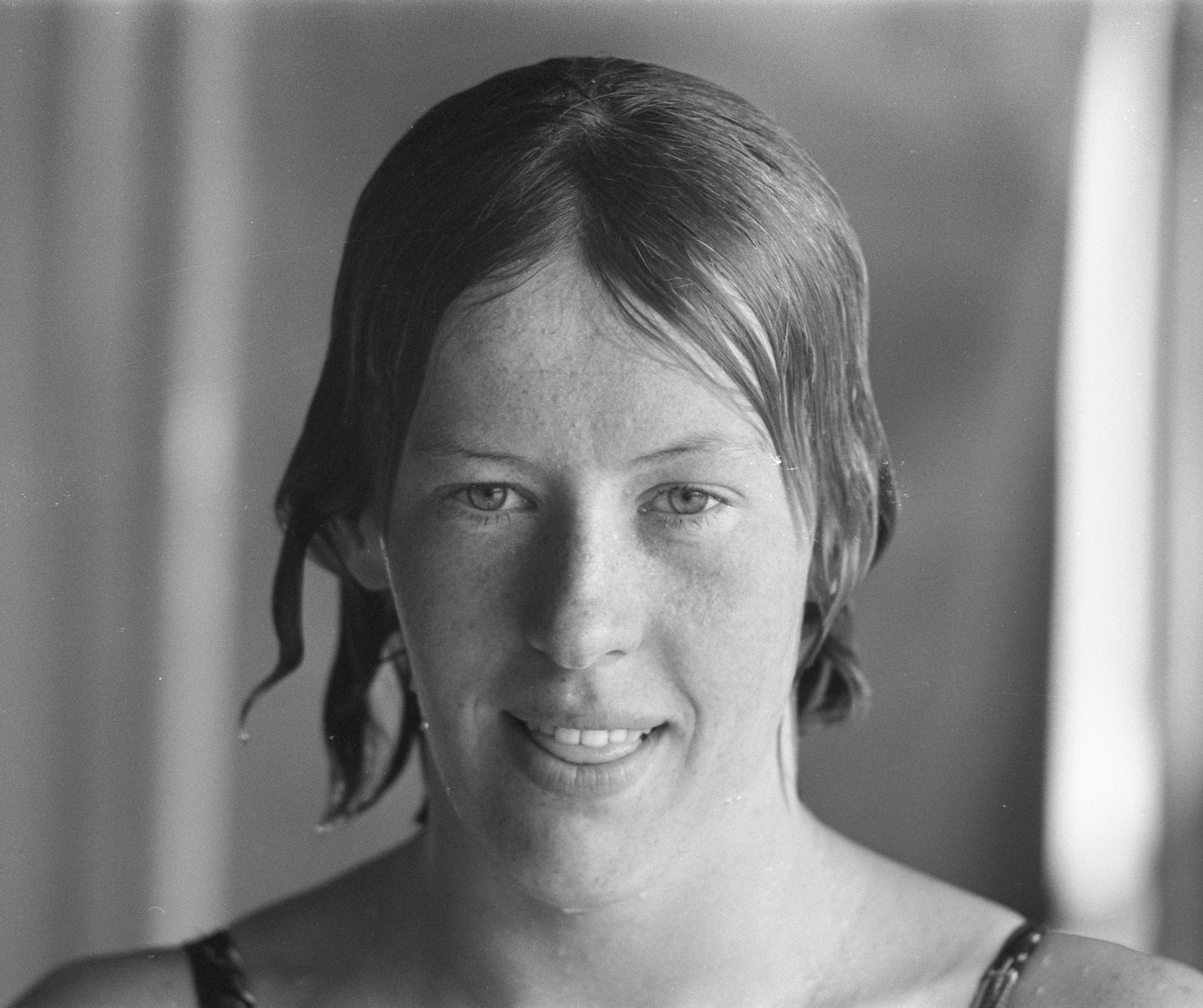
Alie te Riet in 1972

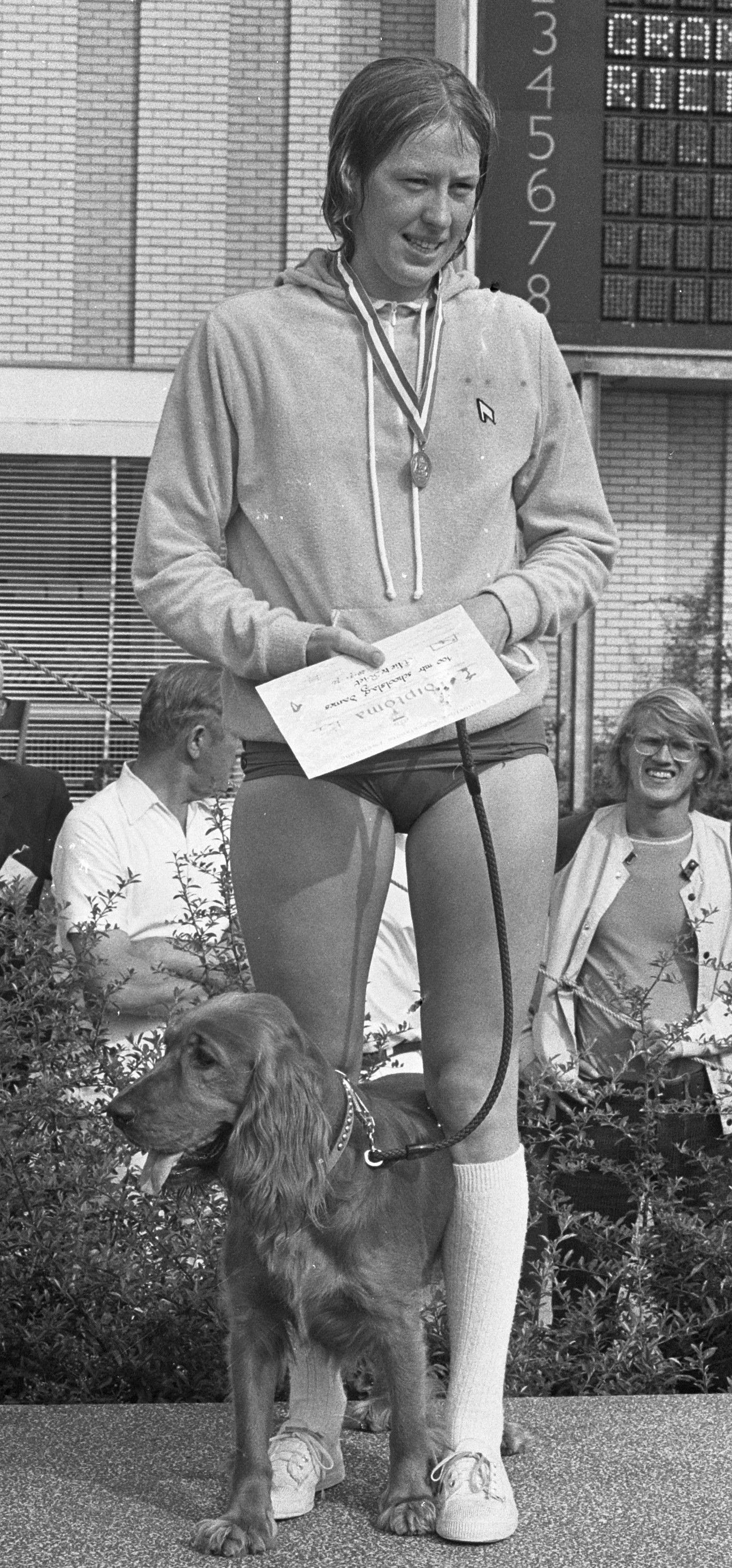
Alie te Riet in 1972

Alice (Alie) te Riet (Groningen, 4 augustus 1953) is een voormalig topzwemster uit Nederland, die in 1972 namens haar vaderland deelnam aan de Olympische Spelen in München. Daar maakte de specialiste op de schoolslag, lid van zwemvereniging Zwemlust/Den Hommel, deel uit van de estafetteploeg, die als vijfde eindigde op de 4x100 meter wisselslag. Haar collega's in die race waren Enith Brigitha (rugslag), Anke Rijnders (vlinderslag) en Hansje Bunschoten (vrije slag).
Op haar twee individuele starts, de 100 en de 200 meter schoolslag, werd Te Riet voortijdig uitgeschakeld, met respectievelijk de twintigste (1.18,79) en de zeventiende tijd (2.48,49). Haar erelijst vermeldt verder deelname aan de Europese kampioenschappen langebaan (50 meter) van 1970 en aan de eerste officiële wereldkampioenschappen langebaan van 1973 in Belgrado. Bij beide toernooien viel Te Riet niet in de prijzen.